# Уайлд-кард

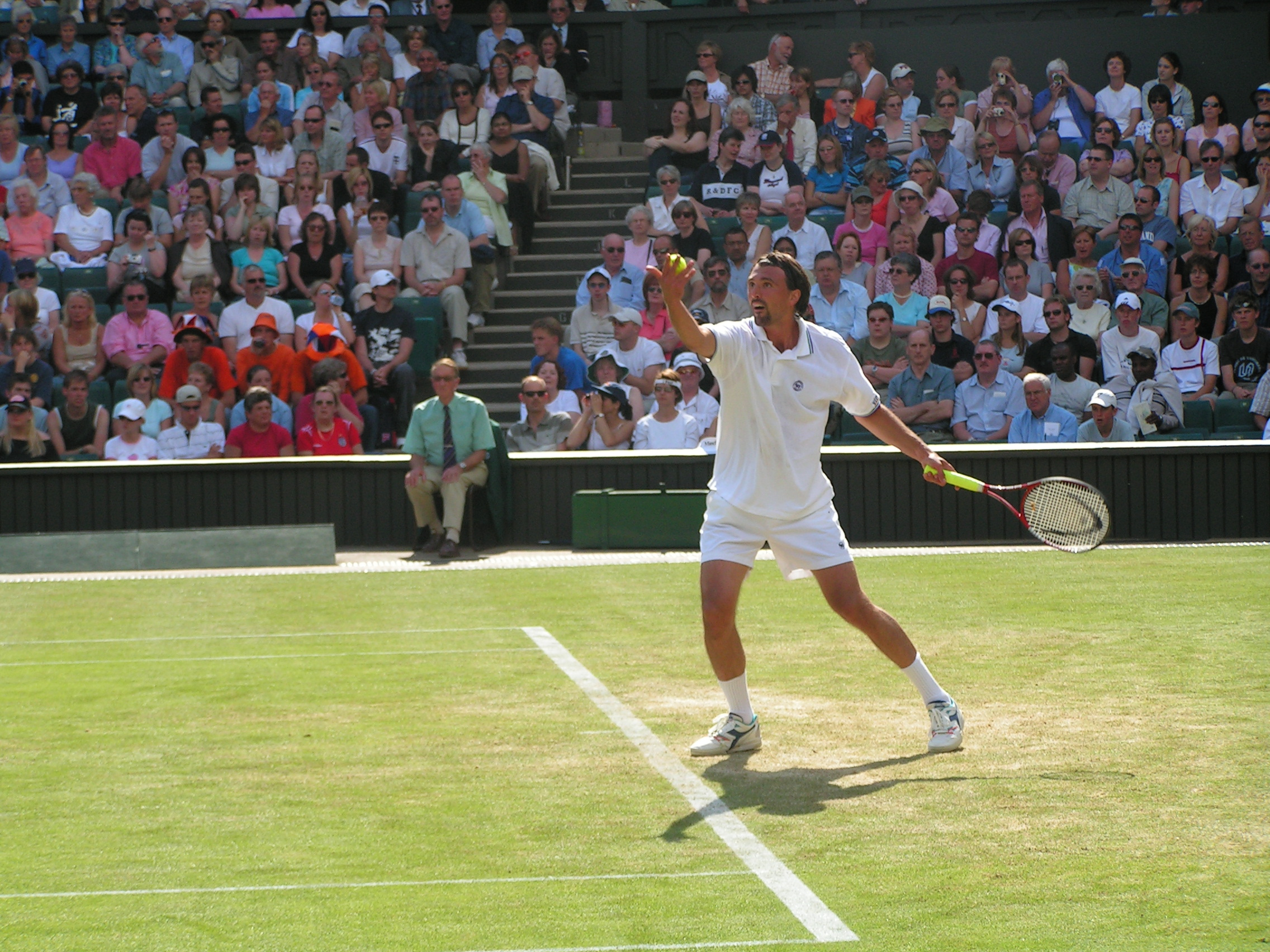
Горан Иванишевич — единственный победитель в истории Уимблдона, попавший в основную сетку благодаря уайлд-кард от организаторов

Уайлд-кард (англ. wild card, дословно — «шальная карта», «шальной пропуск») — в спорте особое приглашение на соревнование спортсмену или команде в обход стандартных требований для участия в данном соревновании (например, победа в квалификации или нижестоящей лиге). Обычно выдаётся организаторами или федерацией на основании других выступлений, зрительских симпатий или в знак особых заслуг спортсмена.
Примеры уайлд-кард: 
- в футболе — страна-организатор турнира освобождается от необходимости участия в квалификации и получает место в финальной стадии турнира;
- в боксе — обладатель чемпионского пояса, добровольно ушедший в период обладания этим поясом, но в будущем пожелавший вернуться, получает уайлд-кард.

Как правило, уайлд-кард предоставляется принимающей стороне на выставочных, показательных (товарищеских) соревнованиях (мастер-классах) для повышения популярности данного вида спорта среди местных зрителей. В отдельных видах спорта на Олимпийских играх и на чемпионатах мира по лёгкой атлетике и плаванию автоматически допускаются участники от принимающей соревнования страны. В некоторых других видах спорта на Олимпийских играх, таких как дзюдо, стрельба из лука, бадминтон, практикуется предоставление уайлд-кард соответствующими спортивными федерациями.

## Победители соревнований, получившие уайлд-кард
В некоторых случаях спортсмен или команда, получившие уайлд-кард, выигрывает медаль. Например, Ке Сун Хи из КНДР выиграла золото в дзюдо, а поляк Рышард Вольны в греко-римской борьбе на летних Олимпийских играх 1996 года. Хорват Горан Иванишевич выиграл в 2001 году Уимблдонский турнир (единственный победитель в истории, попавший в основную сетку благодаря уайлд-кард от организаторов). То же самое проделала в 2009 году Ким Клейстерс на Открытом чемпионате США по теннису — вернувшись в профессиональный спорт после двухлетнего перерыва и не имея ещё достаточно очков в рейтинге WTA, чтобы напрямую попасть в турнир, она получила от организаторов уайлд-кард и смогла выиграть US Open.
На Кубке мира по волейболу 2011 года среди мужских команд первые два места заняли команды, получившие уайлд-кард, — сборные России и Польши.
В НФЛ с момента появления данной системы в 1970 году и по январь 2020 года только 10 команд из уайлд-кард играли в финальном матче за Супербоул, шесть из них становились победителями.